# Jason Lowndes
Jason Lowndes (* 14. Dezember 1994 in Kalgoorlie; † 22. Dezember 2017 bei Bendigo, Victoria) war ein australischer Radrennfahrer.

## Sportliche Laufbahn
Zur Saison 2015 schloss er sich dem kanadischen Team Garneau-Québecor an. Im Juni 2015 entschied er die Nachwuchswertung des Grand Prix Cycliste de Saguenay für sich und erreichte auf den beiden letzten Etappen die Etappenränge zwei bzw. drei. 2016 wechselte er zu Drapac Professional Cycling. Für das Team erreichte er in den Massensprints einige Top-10-Platzierungen, u. a. Platz drei bei der Tour de San Luis 2016 auf der letzten Etappe oder Platz drei auf der zweiten Etappe der Tour de Taiwan 2016. Bei den UCI-Straßen-Weltmeisterschaften 2016 in Doha in Katar belegte Lowndes im Oktober 2016 im U23-Titelrennen auf der Straße den sechsten Platz.
2017 ersprintete er sich einen dritten bzw. zweiten Platz auf den Etappen zwei und drei der Österreich-Rundfahrt ersprintet. Im Oktober trug er in China für einige Tage das weiße Trikot für die Nachwuchswertung bei der Tour of Taihu Lake 2017.
Lowndes fuhr für die Israel Cycling Academy und hatte sich für die kommende Saison 2018 dem britischen Continental-Team JLT Condor angeschlossen.
Acht Tage nach seinem 23. Geburtstag kam der australische Radprofi bei einem Trainingsunfall ums Leben. Er kollidierte bei einer Ausfahrt unweit seines Heimatortes Bendigo in Victoria mit einem Auto und erlag am 22. Dezember 2017 seinen Verletzungen.

## Erfolge
2015
- Nachwuchswertung Grand Prix Cycliste de Saguenay